# ستيف غراي (مقدم تلفزيوني)
ستيف غراي (بالإنجليزية: Steve Gray)‏ هو مقدم تلفزيوني نيوزيلندي، ولد في 11 يوليو 1965 في هاميلتون في نيوزيلندا.